# Krakowska Orkiestra Staromiejska
Krakowska Orkiestra Staromiejska – orkiestra założona i prowadzona przez Wiesława Olejniczaka. Orkiestra powstała 1 kwietnia 1988 w Krakowie, koncertuje w Polsce i Europie.

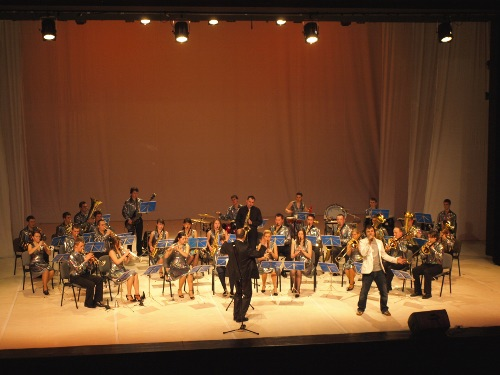
Koncert Noworoczny KOS - 03.01.2010

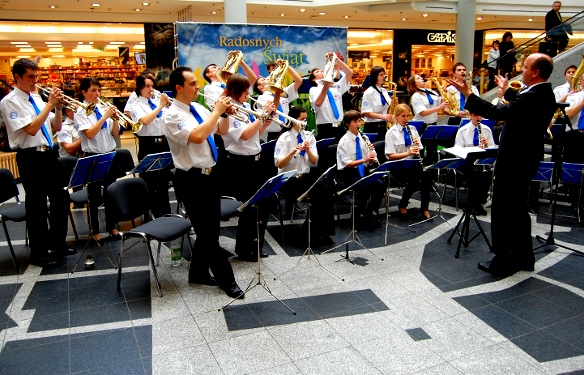
Koncert KOS - 27.03.2010

Orkiestra grała w takich krajach jak: 
- Austria (1991)
- Czechy (2000, 2001, 2002, 2004, 2006, 2008)
- Francja (1999)
- Grecja (2005, 2006, 2007, 2008)
- Niemcy (1989, 1996, 2003, 2005, 2007, 2009, 2022)
- Słowacja (1990, 2007, 2009)
- Ukraina (1989)
- Watykan (2004)
- Węgry (1999, 2001, 2005, 2007, 2009, 2009)
- Włochy (2004)

Skład orkiestry to instrumenty dęte oraz perkusyjne. Zespół występuje w małej obsadzie rozrywkowej - ok. 19 muzyków, w obsadzie koncertowej - ok. 27 muzyków lub w dużej obsadzie orkiestrowej - ok. 41 muzyków. Występowali również w mniejszym składzie pod nazwą Big Band BOOM m.in.: na festiwalu Złota Tarka w Iławie, Jazz Juniors w Krakowie i na festiwalu muzyki gospel w Osieku. Za działalność kulturalną na rzecz miasta Krakowa, Orkiestra została uhonorowana medalem Krakowskiego Domu Kultury.